# Synodus tectus
Synodus tectus är en fiskart som beskrevs av Cressey, 1981. Synodus tectus ingår i släktet Synodus och familjen Synodontidae. Inga underarter finns listade i Catalogue of Life.